# Stryhalňa
Stryhalňa, dříve Stryhalni (ukrajinsky Стригальня, dříve Стригальні, maďarsky Fenyves) je ves v Mižhirské vesnické komunitě, v okrese Chust, v Zakarpatské oblasti Ukrajiny. Žije zde 507 obyvatel.